# Coelophoris lucifer
Coelophoris lucifer är en fjärilsart som beskrevs av Pierre E.L. Viette 1972. Coelophoris lucifer ingår i släktet Coelophoris och familjen nattflyn. Inga underarter finns listade i Catalogue of Life.